# Haitianisch-philippinische Beziehungen
Die haitianisch-philippinischen Beziehungen beschreiben das bilaterale Verhältnis zwischen der Republik Haiti einerseits und der Republik der Philippinen andererseits.

## Geschichte und Stand
Die im Jahr 1804 von Frankreich unabhängig gewordene Republik Haiti und die 1898 zunächst von Spanien, 1946 von den Vereinigten Staaten unabhängig gewordenen Philippinen unterhalten seit dem 6. Juli 1946 diplomatische Beziehungen.
Es wurden keine diplomatischen oder konsularischen Vertretungen im jeweils anderen Land eingerichtet. Die Philippinen haben den in Pétionville ansässigen Fitzgerald Oliver James Brandt als Honorarkonsul in Haiti bestellt. Die diplomatischen Beziehungen nehmen die Philippinen durch ihre Botschaft in Washington D.C. wahr.
Seit der Formalisierung der bilateralen Beziehungen waren weder im politischen noch im wirtschaftlichen oder kulturellen Bereich besondere Aktivitäten zu beobachten.
Die Philippinen nahmen mit Angehörigen ihrer Streitkräfte als Blauhelmsoldaten und einer Reihe bewaffneter Polizisten an der Stabilisierungsmission der Vereinten Nationen (MINUSTAH; 2004 bis 2017) in Haiti teil.
Nach dem Erdbeben in Haiti 2010 beteiligten sich die Philippinen mit der Bereitstellung eines Betrags von 50.000 US-Dollar und der Entsendung eines spezialisierten Rettungsteams an den Hilfsmaßnahmen der internationalen Gemeinschaft im Katastrophengebiet.
Im September 2024 evakuierten die Philippinen angesichts der Bandenkriminalität in Haiti 63 der 113 dort lebenden Staatsangehörigen ihres Landes. Bereits am 19. März 2024 hatte das Department of Migrant Workers die Lage für in Haiti arbeitende Filipinos auf die Krisenalarmstufe 3 angehoben, die „freiwillige Rückreise in die Heimat“ bedeutet.